# Cubewano

Diagrammet visar de största och ljusstarkaste cubewanornas omloppsbanor, med de större plutinerna (Pluto, Orcus och Ixion) i grått som jämförelse. Horisontalaxeln motsvarar halva storaxeln. Banexcentriciteterna visas med röda segment, och inklinationerna på vertikalaxeln.

En cubewano är ett astronomiskt objekt i Kuiperbältet som kretsar kring solen utanför Neptunus i en bana som har halva storaxeln i storleksordning 40–50 astronomiska enheter och inte är under påverkan av någon av de stora planeternas gravitation.
Till skillnad från Pluto korsar de inte Neptunus bana. De kallas även klassiska kuiperbältsobjekt. Det märkliga namnet härstammar från det första transneptunska objektet (TNO) som upptäckts utöver Pluto och Charon, 15760 Albion (1992 QB1). Objekt som upptäcktes senare kallades ”QB1-o’s” eller ”cubewanos”.
Brett J. Gladman har i en studie valt att definiera de klassiska kupierbältsobjekten som de objekt som inte uppvisar banresonans med Neptunus och som inte likt SDO tydligt påverkas av Neptunus gravitation. Avgränsningen emot detached objects lägger Gladman vid att begränsa excentriciteten till högst 0,24. Gladman föreslår även en indelning i inre kuiperbältet (a < 39,4), yttre (a > 48,4) och i huvudbältet däremellan. Gladman ser dock inget större praktiskt värde i en sådan uppdelning av kuiperbältsobjekten.
Några kända cubewanor:
- Makemake den största kända cubewanon och en av de största transneptunska objekten.
- 50000 Quaoar och 20000 Varuna, som vardera var det största transneptunska objektet när de upptäcktes.
- 2002 TX300, 2002 AW197, 2002 UX25
- 19521 Chaos
- 53311 Deucalion
- 58534 Logos